# Руссеевые
Руссеевые (лат. Rousseaceae) — семейство цветковых растений порядка Астроцветные (Asterales).

## Ботаническое описание

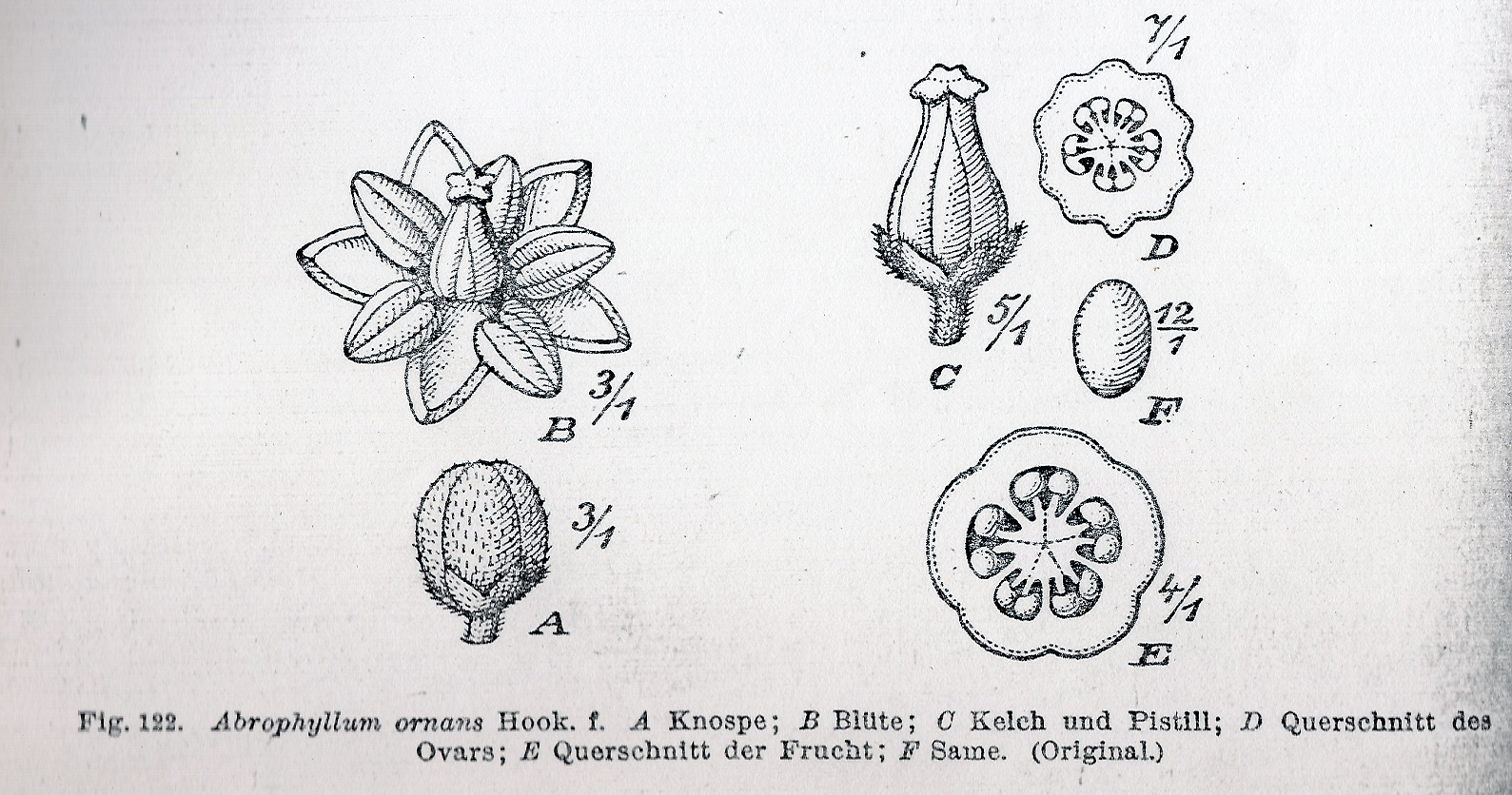
Abrophyllum ornans

Жизненная форма — деревья или кустарники. Листья простые, с зубчатыми краями, расположены очерёдно. Прилистники отсутствуют. Цветки двуполые, с радиальной симметрией. Плод — ягода или коробочка. В остальном морфологические особенности представителей сильно отличаются.

## Ареал
Представители семейства встречаются в Восточной Африке, Новой Гвинее, Новой Зеландии и Австралии.

## Систематическое положение
Изначально роды Abrophyllum, Cuttsia и Carpodetus рассматривали в составе семейства Эскаллониевые (Escalloniaceae), однако молекулярный анализ установил родственные отношения этих родов с родом Roussea.

## Таксономия
По информации базы данных The Plant List (на июль 2016) семейство включает 4 рода и 15 видов:
- Abrophyllum — включает 2 вида
- Carpodetus — включает 11 видов
- Cuttsia — монотипный род, единственный представитель Cuttsia viburnea F.Muell.
- Roussea — Руссея — монотипный род, единственный представитель Roussea simplex Sm.